# District de Milenge
Le district de Milenge est un district de Zambie, situé dans la Province de Luapula. Sa capitale se situe à Milenge. Selon le recensement zambien de 2000, le district a une population de 28 790 personnes.